# BRAMS
Le système Belgian RAdio Meteor Stations (BRAMS) est destiné à l'étude des météores. Il comporte une source continue et de 44 récepteurs situés en Belgique ou dans des régions proches de celle-ci.
Il est géré par une association de professionnels et d'amateurs coordonnée par l'institut royal d'Aéronomie spatiale de Belgique.

## Caractéristiques
L'émetteur pointant au zénith génère une onde sinusoïdale continue de 49,97 MHz, polarisée circulairement, initialement de puissance 130 W, portée à 350 W en 2024. Il est situé à Dourbes à l'institut royal météorologique de Belgique. 44 stations de réception couvrent la Belgique et des régions limitrophes en 2023. Chacune comporte une antenne Yagi. Celle de la station de radioastronomie de Humain est équipée de 5 antennes, permettant l'interférométrie. L'ensemble est synchronisé par une horloge GPS.

## Activités
Les buts visés sont les suivants :
- interpréter les mesures en termes d'interaction entre l'onde incidente et l'ionisation créée par le météoroïde (régimes sous-dense et sur-dense) et en déduire une estimation de la masse des objets ;
- reconstituer la trajectoire et comparer le résultat aux mesures issues de divers réseaux d'observation optique[5] ;
- reconstituer les paramètres orbitaux.

En outre l'association a une activité de science participative par l'intermédiaire de projets tels que MOMSTER (MObile Meteor STation for Education & outReach) ou le Radio Meteor Zoo.